# Pulchrana baramica
Espèce
Synonymes
- Rana baramica Boettger, 1900
- Hylarana baramica (Boettger, 1900)

Statut de conservation UICN

 LC  : Préoccupation mineure
Pulchrana baramica est une espèce d'amphibiens de la famille des Ranidae.

## Répartition
Cette espèce se rencontre jusqu'à 600 m d'altitude, :
- dans l’extrême Sud de la Thaïlande ;
- en Malaisie péninsulaire et en Malaisie orientale ;
- au Brunei ;
- en Indonésie au Kalimantan, sur les îles de Sumatra, de Java et de Bangka ;
- à Singapour.

## Description
Le mâle décrit par Boettger en 1900 mesure 40 mm  et les femelles 54 et 55 mm.

## Publication originale
- Boettger, 1900 : Die Reptilien und Batrachier. Abhandlungen der Senckenbergischen Naturforschenden Gesellschaft, Frankfurt am Main, vol. 25, p. 325-400 (texte intégral).